# Ulbo Jetze Heerma van Beyma thoe Kingma
Ulbo Jetze Heerma van Beyma thoe Kingma (Workum, 14 december 1821 - Franeker, 31 maart 1876) was een Nederlands bestuurder.

## Familie
Van Beyma werd ingeschreven in het geboorteregister met de voornamen Ulbo Jetze Herema, hij zal zijn vernoemd naar een oom van moederskant Ulbo Jetze Heerma van Voss. Hij voerde de derde voornaam als familienaam en werd in de regel als U.J. Heerma van Beyma thoe Kingma vermeld. Hij was een zoon van Julius Matthijs van Beyma thoe Kingma en Agatha Wihelmina van Voss. Zijn ouders bewoonden de Kingma State in Zweins. Zijn vader had in 1821 toestemming gekregen de naam thoe Kingma toe te voegen aan zijn naam en werd in 1842 erkend te behoren tot de Nederlandse adel. Van Beyma trouwde in 1848 in Groningen met Elisabeth Godin (1829-1904). Hij woonde met zijn gezin op de Kingma State.

## Loopbaan
Van Beyma studeerde rechten. Hij volgde zijn vader na diens overlijden op als grietman van Franekeradeel. Door de Gemeentewet (1851) werd het ambt van grietman afgeschaft, veel grietmannen, waaronder Van Beyma, bleven echter aan als burgemeester. Hij was daarnaast lid van de Provinciale Staten van Friesland (1859-1876) en volmacht van het Waterschap der Vijf Deelen Zeedijken Binnendijks. Per 1 januari 1856 werden in Friesland acht nieuwe burgemeesters (her)benoemd, hierbij waren ook de drie broers jhr. mr. Frederik Hessel van Beyma thoe Kingma (Aengwirden), jhr. mr. Ulbo Jetze Heerma van Beyma thoe Kingma (Franekeradeel) en jhr. mr. Coert Lambertus van Beyma thoe Kingma (Lemsterland).
Van Beyma overleed op 54-jarige leeftijd.
- International Standard Name Identifier: 0000 0003 8957 2779
- Nederlandse Thesaurus van Auteursnamen: 136927084
- Virtual International Authority File: 283013423
- WorldCat: E39PBJcrd74yCpwcmxHyGQKTpP